# Anuar Tuhami
Anuar Tuhami (Ceuta, 1995. január 15. –) spanyol születésű marokkói válogatott labdarúgó, a Valladolid csatárja.

## Pályafutása

### Klubcsapatokban
Tuhami a spanyolországi Ceuta városában született. Az ifjúsági pályafutását 2008-ban, a Valladolid akadémiájánál kezdte.
2012-ben mutatkozott be a Valladolid tartalék, majd 2014-ben a másodosztályban szereplő felnőtt csapatában. A 2017–18-as szezonban feljutottak az első osztályba. A La Ligában először a 2018. augusztus 17-ei, Girona ellen 0–0-ás döntetlennel zárult mérkőzésen lépett pályára. Első gólját 2019. március 10-én, a Real Madrid ellen hazai pályán 4–1-re elvesztett találkozón szerezte meg. 2020-ban és 2021-ben a görög Panathinaikósz és a ciprusi APÓEL csapatát erősítette kölcsönben.

### A válogatottban
Tuhami egy mérkőzés erejéig tagja volt a marokkói U23-as válogatottnak.
2019-ben debütált a felnőtt válogatottban. Először a 2019. szeptember 6-ai, Burkina Faso ellen 1–1-es döntetlennel zárult barátságos mérkőzés 80. percében, Fayçal Fajrt váltva lépett pályára.

## Statisztikák
2022. szeptember 9. szerint
| Klub                        | Szezon   | Osztály                | Bajnokság | Bajnokság | Kupa és Ligakupa | Kupa és Ligakupa | Nemzetközi | Nemzetközi | Összesen | Összesen |
| Klub                        | Szezon   | Osztály                | Meccs     | Gól       | Meccs            | Gól              | Meccs      | Gól        | Meccs    | Gól      |
| --------------------------- | -------- | ---------------------- | --------- | --------- | ---------------- | ---------------- | ---------- | ---------- | -------- | -------- |
| Valladolid                  | 2015–16  | Segunda División       | 1         | 0         | 0                | 0                | —          | —          | 1        | 0        |
| Valladolid                  | 2016–17  | Segunda División       | 2         | 0         | 2                | 0                | —          | —          | 4        | 0        |
| Valladolid                  | 2017–18  | Segunda División       | 29        | 1         | 2                | 1                | —          | —          | 31       | 2        |
| Valladolid                  | 2018–19  | La Liga                | 19        | 1         | 4                | 0                | —          | —          | 23       | 1        |
| Valladolid                  | 2019–20  | La Liga                | 11        | 0         | 1                | 0                | —          | —          | 12       | 0        |
| Valladolid                  | 2021–22  | Segunda División       | 34        | 3         | 3                | 1                | —          | —          | 37       | 4        |
| Valladolid                  | 2022–23  | La Liga                | 3         | 1         | 0                | 0                | —          | —          | 3        | 1        |
| Valladolid                  | Összesen | Összesen               | 99        | 6         | 12               | 2                | 0          | 0          | 111      | 8        |
| Panathinaikósz (kölcsönben) | 2019–20  | Super League Greece    | 16        | 0         | 1                | 0                | —          | —          | 17       | 0        |
| APÓEL (kölcsönben)          | 2020–21  | Cypriot First Division | 24        | 1         | 5                | 1                | 3          | 1          | 32       | 3        |
| Összesen                    | Összesen | Összesen               | 139       | 7         | 18               | 3                | 3          | 1          | 160      | 11       |

## Sikerei, díjai
Valladolid
- Segunda División
  - Feljutó (2): 2017–18, 2021–22

## Fordítás
Ez a szócikk részben vagy egészben  az   Anuar Tuhami című angol Wikipédia-szócikk fordításán alapul.  Az eredeti cikk szerkesztőit annak laptörténete sorolja fel. Ez a jelzés csupán a megfogalmazás eredetét és a szerzői jogokat jelzi, nem szolgál a cikkben szereplő információk forrásmegjelöléseként.